# Mercedes-Benz Future Bus
Mercedes-Benz Future Bus — беспилотный электробус производства Mercedes-Benz Türk A.Ş.

## Особенности
За основу Mercedes-Benz Future Bus был взят электробус Mercedes-Benz eCitaro. Входные двери расположены справа в центре кузова. Под лобовым стеклом присутствует логотип Mercedes-Benz. Подсветка фар обозначает текущее состояние модели.
Светотехника впереди для более наглядной видимости установлена в виде лент. Полоса между задними фонарями указывает режим вождения. Белый цвет обозначает ручное управление, синий — полуавтоматическое.
Сиденья в салоне электробуса представлены в виде раковин, покрытых коврами. Внешняя сторона сидений зелёная, тогда как внутренняя — белая. Информация передаётся через 43-дюймовые мониторы сверху, возле второй двери.
Приборная панель состоит из информационного 12,3-дюймового дисплея. Скорость показывается в центре дисплея в цифровом виде. В случае ручного режима цифровой спидометр меняется на обычный стрелочный спидометр.